# Otto Modersohn
Otto Modersohn (ur. 22 lutego 1865 w Soest, zm. 10 marca 1943 w Rotenburgu) – niemiecki malarz pejzażysta, współzałożyciel kolonii artystycznej Worpswede.

## Życiorys
Otto Modersohn urodził się 22 lutego 1865 w Soest. Od 1884 roku studiował w Kunstakademie Düsseldorf w 1888 roku przeniósł się do Karlsruhe, gdzie uczył się u Hermanna Baischa (1846–1894).
Przyjaźnił się z Fritzem Mackensenem (1866–1953), z którym odbył dwie podróże studialne w 1886 roku w góry Harzu i w 1888 roku po Westfalii. Kiedy w 1889 roku Mackensen osiadł w Worpswede, Modersohn dołączył do niego. Wkrótce wraz z Hansem am Ende (1864–1918), Fritzem Overbeckiem (1869–1909) i Heinrichem Vogelerem (1872–1942), którzy dołączyli do Mackensena w okresie 1893–1894, współzałożył kolonię artystyczną Worpswede.
W 1895 roku malarze z Worpswede wystawili razem swoje prace w Pałacu Szklanym w Monachium i zaistnieli zbiorowo na niemieckiej scenie sztuk pięknych. Nowa Pinakoteka zakupiła obraz Modersohna Sturm im Teufelsmoor. Worpswede przyciągnęło kolejnych artystów, m.in. poetę Rainera Marię Rilkego (1875–1926), który w swojej monografii Worpswede zawarł portrety pięciu malarzy, w tym Otto Modersohna. Modersohn zaprzyjaźnił się z Rilkem i z okazji ślubu Rilkego z rzeźbiarką Clarą Westhoff (1878–1954) podarował im obraz Mondnacht mit Paar im Garten (1898).
W 1897 roku Modersohn ożenił się z Heleną Schröder, z którą miał córkę Elsbeth. W 1899 roku Modersohn opuścił kolonię. Po śmierci żony w 1900 roku, ożenił się ponownie w 1901 roku ze swoją uczennicą malarką Paulą Becker, z którą powrócił do Worpswede w 1907 roku. W 1907 roku urodziła się jego druga córka Mathilde. Paula Becker umarła wkrótce wskutek zatoru. W 1908 roku Modersohn przeprowadził się do sąsiedniej wioski Fischerhude i rok później ponownie ożenił – z córką zaprzyjaźnionego malarza Heinricha Brelinga (1849–1914) Louise Breling, z którą miał dwóch synów Ulricha (1913–1943) i Christiana (1916–2009).
Modersohn pracował intensywnie aż do 1936 roku, kiedy stracił wzrok. Zmarł 10 marca 1943 roku w Rotenburgu.

## Twórczość
Modersohn zafascynowany był pejzażem. Inspiracją dla jego twórczości były obrazy Böcklina oraz dzieła francuskich pejzażystów ze szkoły z Barbizon – Corota (1796–1875), Daubigny’ego (1817–1878), Dupré (1811–1889), Jeana-François Milleta (1814–1875) i Rousseau (1812–1867), które zobaczył w oryginale podczas III. Międzynarodowej Wystawy Sztuki w Monachium w 1888. Jego wczesne prace to małoformatowe naturalistyczne studia o stonowanych barwach. Z czasem zwrócił się ku impresjonizmowi, a później ku ekspresjonizmowi.

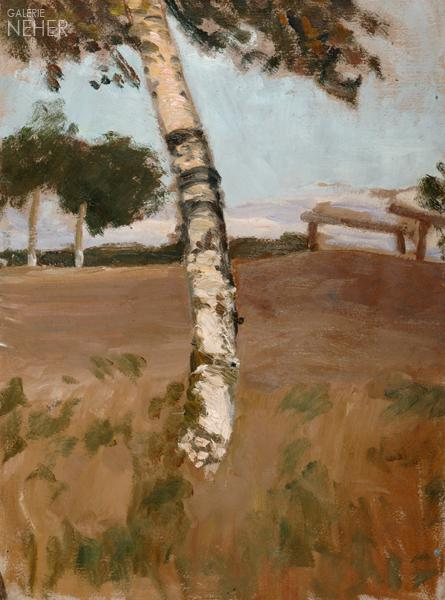
Birkenstamm mit Brücke nach Bergedorf (ok. 1893)
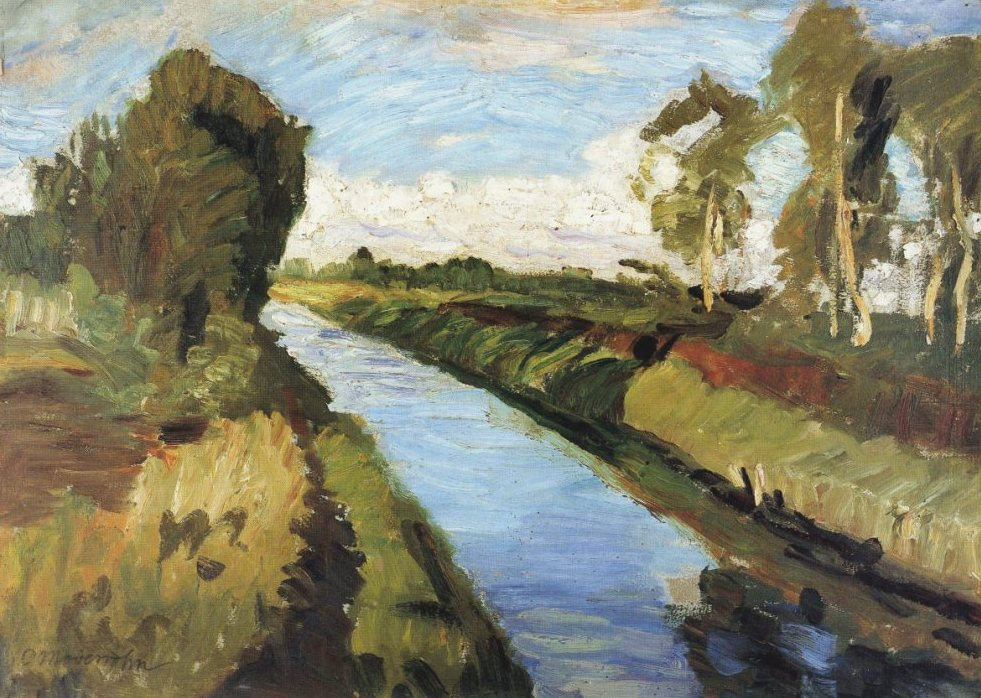
Sommerlicher Moorgraben (ok. 1895)
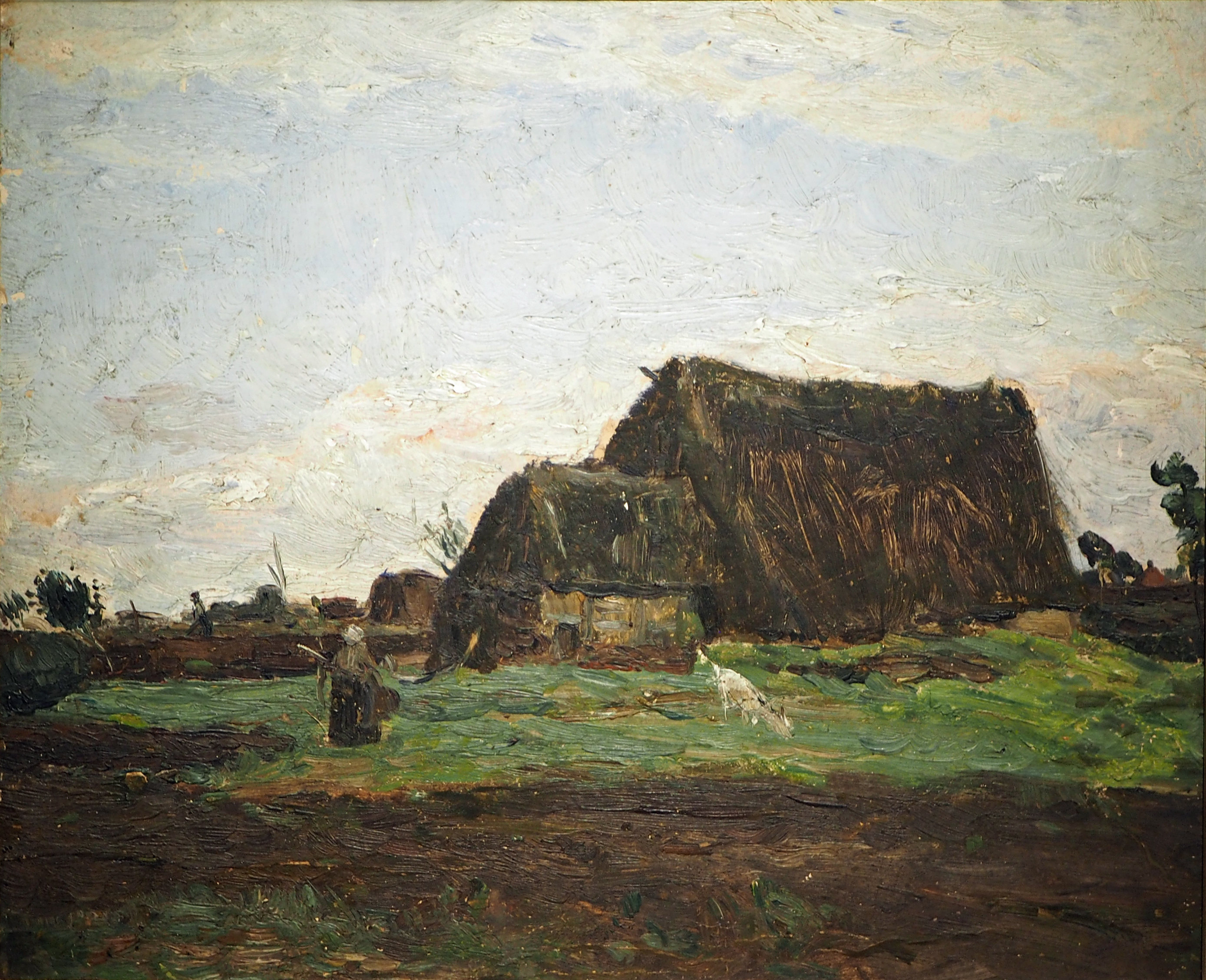
Moorkate mit Frau und Ziege (1889)
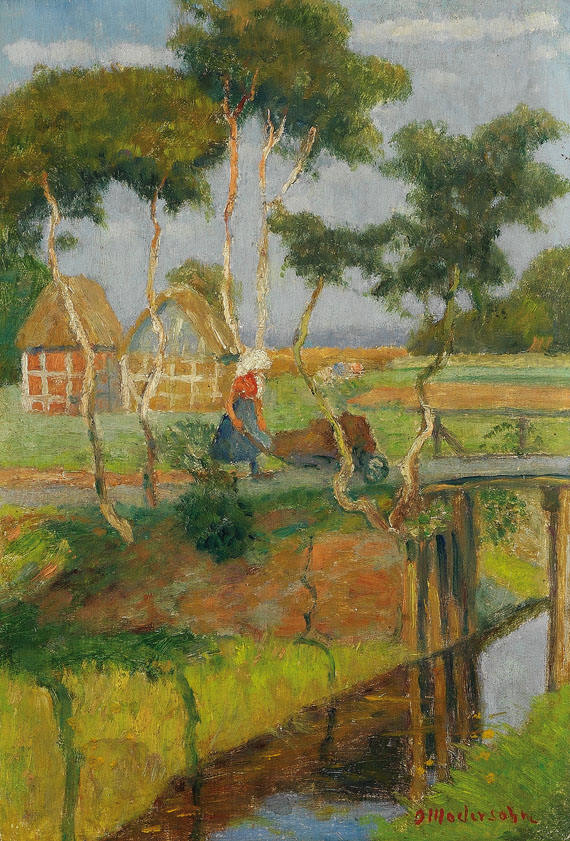
Moorbrücke (ok. 1905)
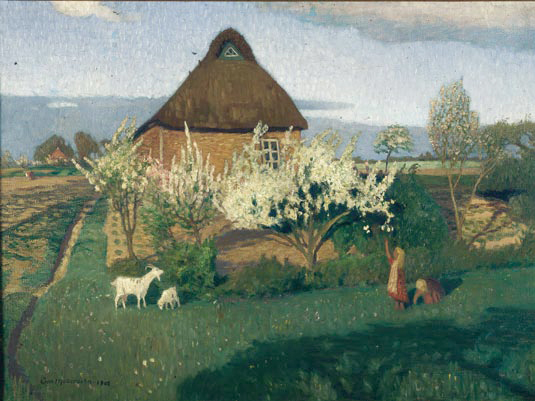
Frühling (1905)
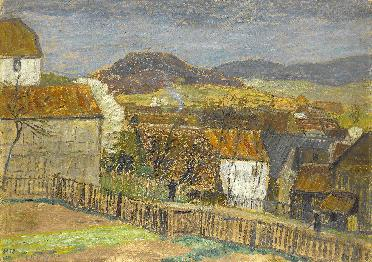
Kleingölitz vor dem Gewitter (1912)
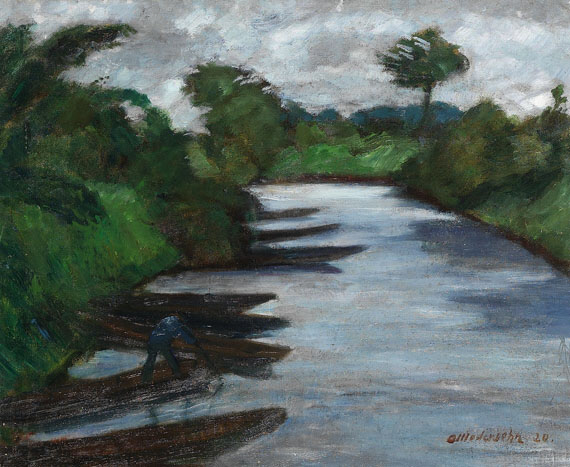
Wümme mit Booten (1920)
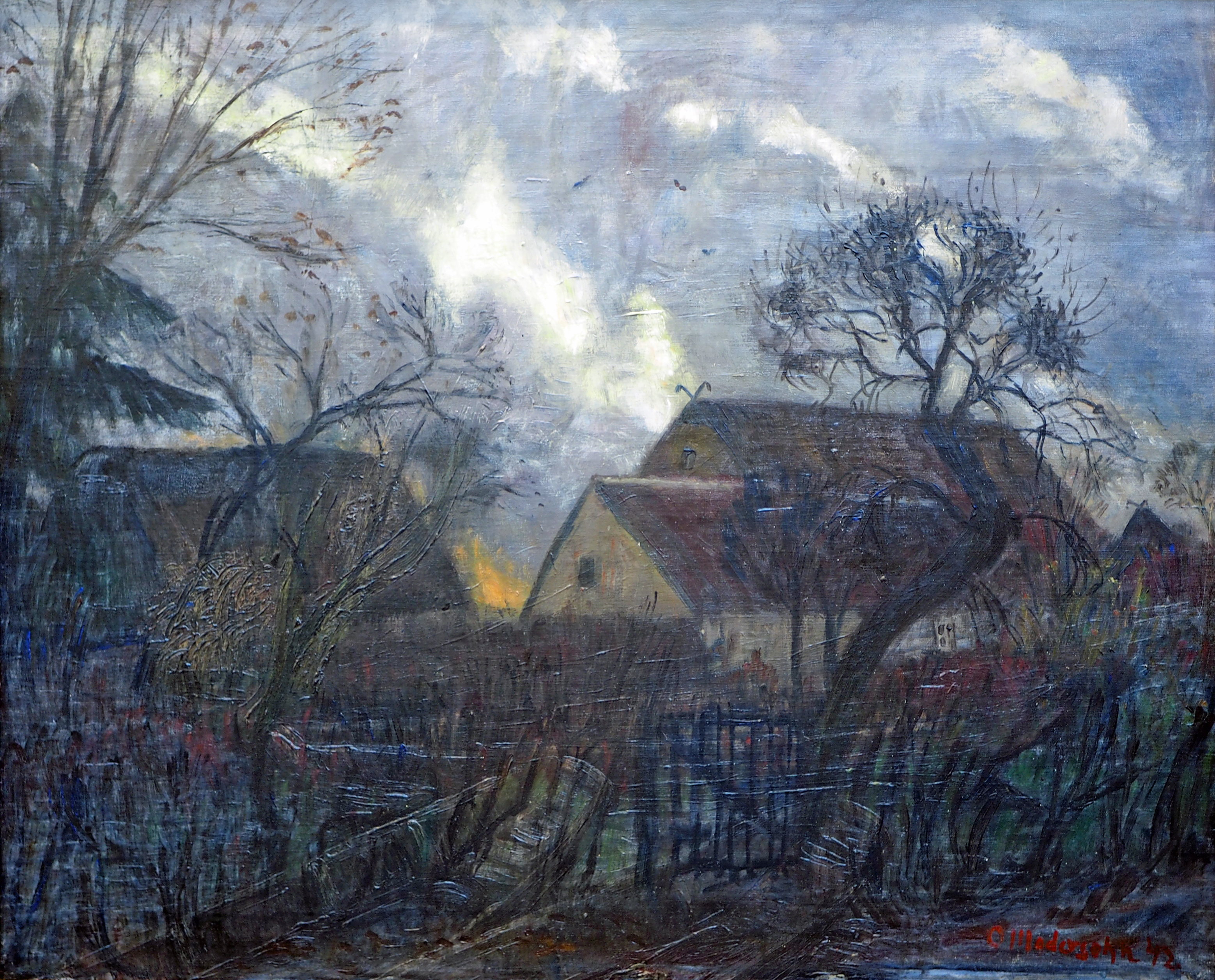
Gewitter über Fischerhuder Bauernhaus (1942)